# Orgue Joseph Isnard de l'église Notre-Dame de L'Assomption de Lambesc
L’orgue Joseph Isnard de l’église Notre-Dame de l’Assomption de Lambesc (Bouches-du-Rhône, France) est le dernier orgue neuf construit par Joseph Isnard en 1789 et un des tout derniers de l’Ancien Régime en Provence. En effet Joseph Isnard, devant la pénurie de travaux consécutive à la Révolution, quitte à jamais sa région natale entre 1792 et  1800 pour se fixer à Bordeaux où il n’effectuera plus que des travaux d’entretien, de réparations ou de transfert d’orgues, en général des édifices conventuels fermés ou vendus vers les paroisses autorisées à reprendre le culte après la signature du Concordat et devant remplacer leur orgue détruit ou volé à la Révolution. Il y meurt en 1828.

## Historique
Par une délibération du 20 juillet 1788, le conseil de la ville décide de pourvoir son église d’un orgue. Sur une tribune érigée par le sieur Bonnet il demande à Joseph Isnard de fournir pour la somme de 8 000 livres la partie instrumentale de l’instrument, la construction du buffet étant donnée au sculpteur renommé d’Aix-en-Provence Valate (ou Valatte). Le marché est conclu le 5 août 1788, selon le titulaire actuel monsieur Stéphane Rigat.
Joseph Isnard, libéré de la tutelle de son oncle Jean-Esprit, décédé en 1781, aurait eu l’intention de réaliser là le chef-d'œuvre personnel de sa maturité et de livrer, selon l’expression de Pierre Chéron, un « petit Saint-Maximin ». Mais des problèmes financiers impromptus subis par ses commanditaires, l’obligèrent, de crainte de ne pas être intégralement payé, à revoir son projet initial à la baisse. Il n’aurait d’ailleurs reçu que 6000 livres selon l’estimation de 1795 lors du recensement exigé par  l’administration révolutionnaire.
Commencé en 1788 comme le prouve une inscription dans un des sommiers, il est terminé le 25 juin 1789, date de sa réception, d'après Stéphane Rigat. Mais le 2 mai 1790 l’organier réclame toujours son dû auprès du maire Jaubert de Fonvive, ce qu’il n’obtiendra pas.
En 1891 l’orgue subit quelques modifications par le facteur marseillais Joseph Soubeiran (sous-traitant en fait ses travaux à J.Ricci) qui refait à neuf les claviers et la soufflerie et modifie certains éléments du mécanisme et, plus profondément, la console. Il met également l’orgue au goût du jour en « romantisant » certains jeux et probablement en adoptant le tempérament égal et en changeant le diapason. Il aurait fourni à neuf 3 jeux: Salicional, Voix céleste et Gambe.
En 1956 Pierre Rochas redécouvre cet instrument historique et n'aura de cesse de le faire connaître afin de le faire remettre en service, comme il l'a fait pour d'autres orgues anciens.
De 1971 à 1975, la restauration partielle de Pierre Chéron, dans la droite ligne de l’expérience acquise lors de sa restauration de l’orgue de la basilique Sainte-Marie-Madeleine de Saint-Maximin-la-Sainte-Baume, rend à cet orgue, muet pendant plus de 10 ans, son harmonie originelle notamment en supprimant les jeux ajoutés par Soubeiran et ses inflexions sonores.
Malheureusement, bien que classé  au titre objet des monuments historiques, pour l’instrument le 19 novembre 1970 et pour le buffet le 20 mai 1975, cet orgue était en 2011 toujours en mauvais état. Une restauration, à l'étude depuis 2006, est en cours en 2018 et 2019. Elle a été confiée à Pascal Quoirin par la Ville de Lambesc (maître d'ouvrage). Cette restauration est terminée depuis octobre 2022.

## Description
Le buffet sculpté par Valate est de pur style Rocaille. Il est très probable que, pressé par les prémices révolutionnaires, Joseph, très habile menuisier, ait aidé Valate pour monter la simple menuiserie. Le dessin en a été fourni par Joseph Isnard, et sa parenté avec celui de l’orgue de la cathédrale Saint-Sauveur d'Aix-en-Provence réalisé  45 ans plus-tôt par Jean-Esprit Isnard est évidente : absence de positif dorsal; à l’entablement inférieur cinq culs-de-lampe sur le même niveau, soutenant les tourelles, et reliés par une corniche horizontale très marquée; à l’entablement supérieur, au sommet des plates-faces, feuilles d’acanthe stylisées en claire-voie, et corniches horizontales des tourelles. À remarquer, sur les tourelles extrêmes des pots à feu et sur les autres des urnes à bras, délicatement ciselés.

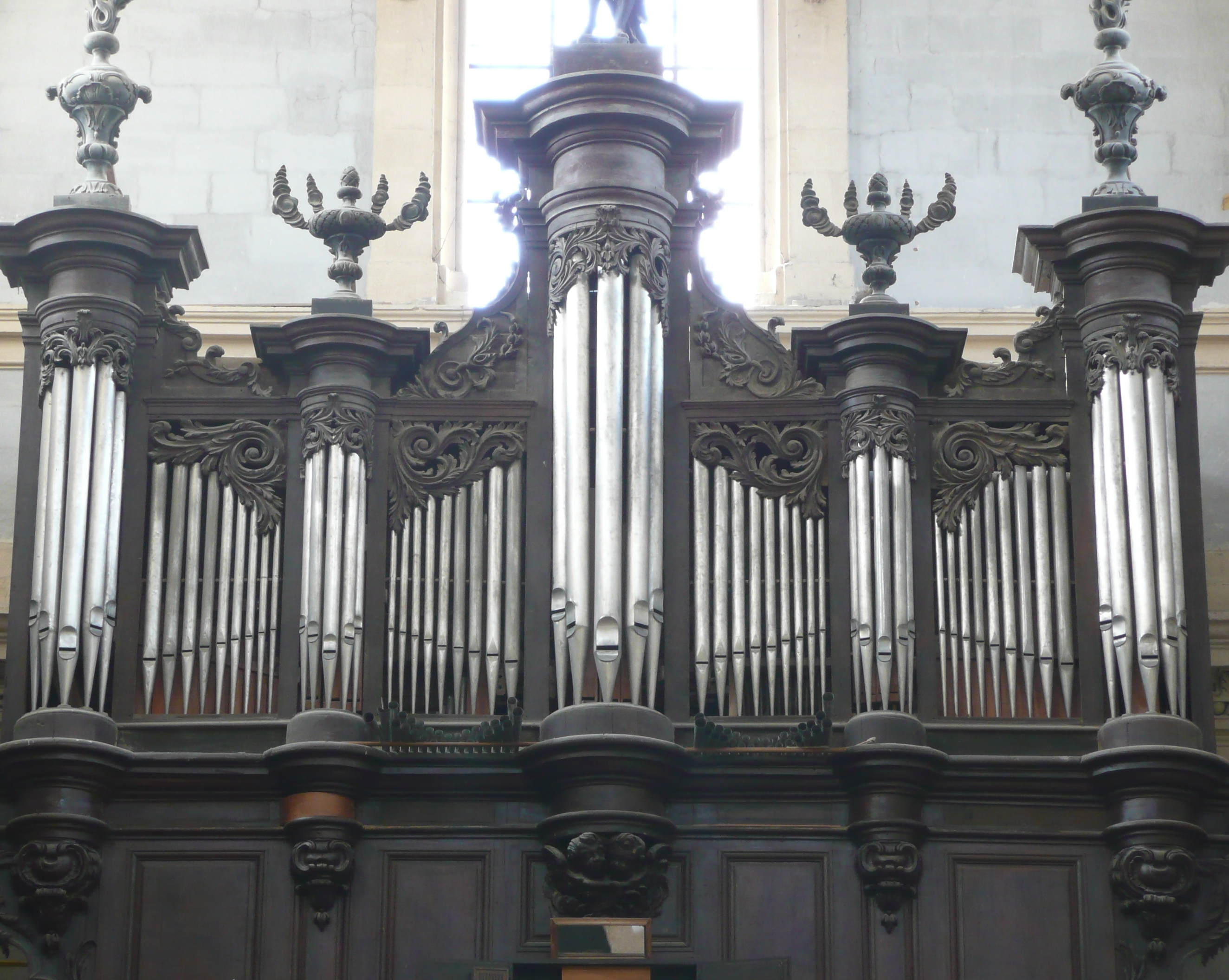
Façade avec huit pieds en montre et les sculptures de Valate
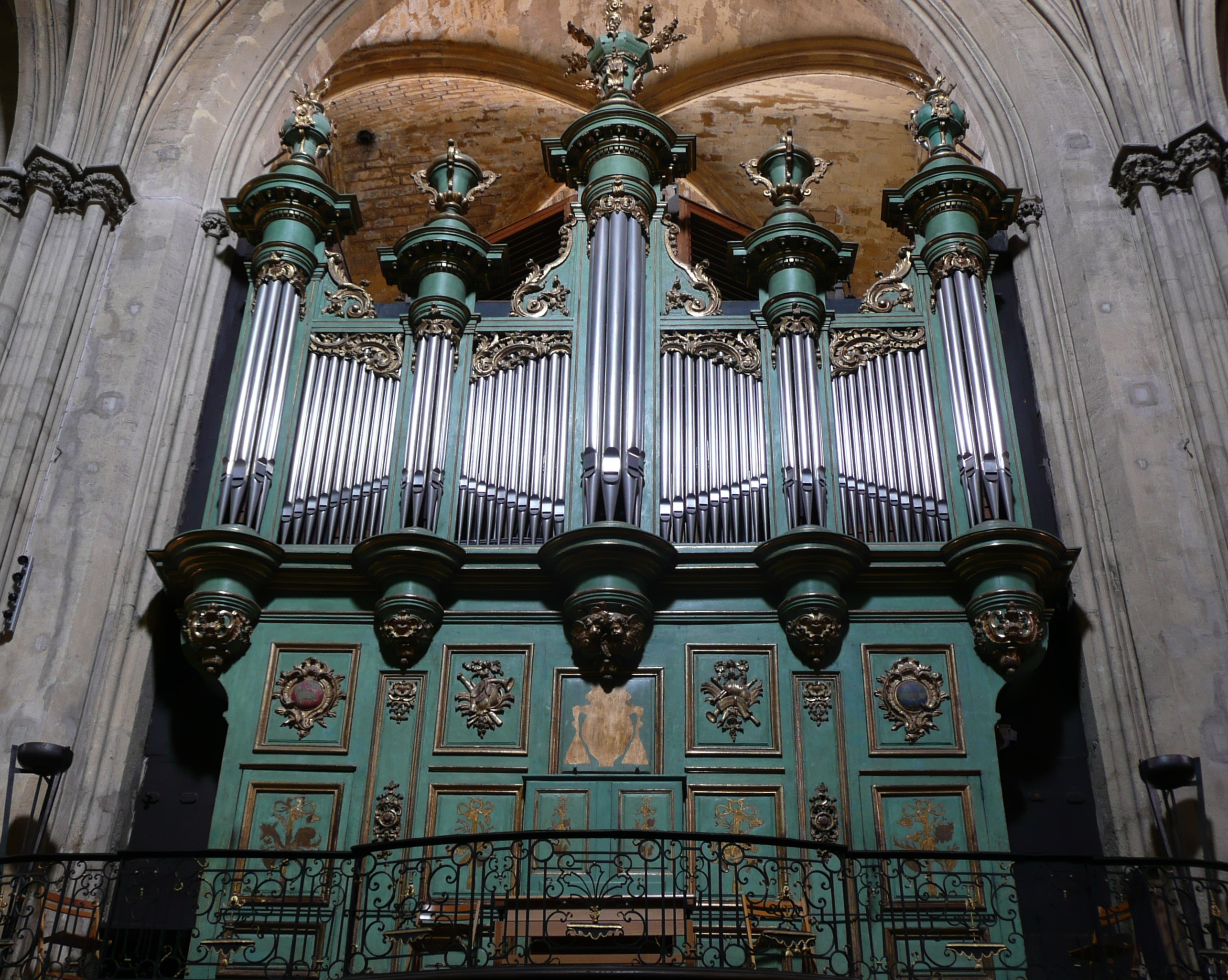
Façade de la cathédrale d’Aix
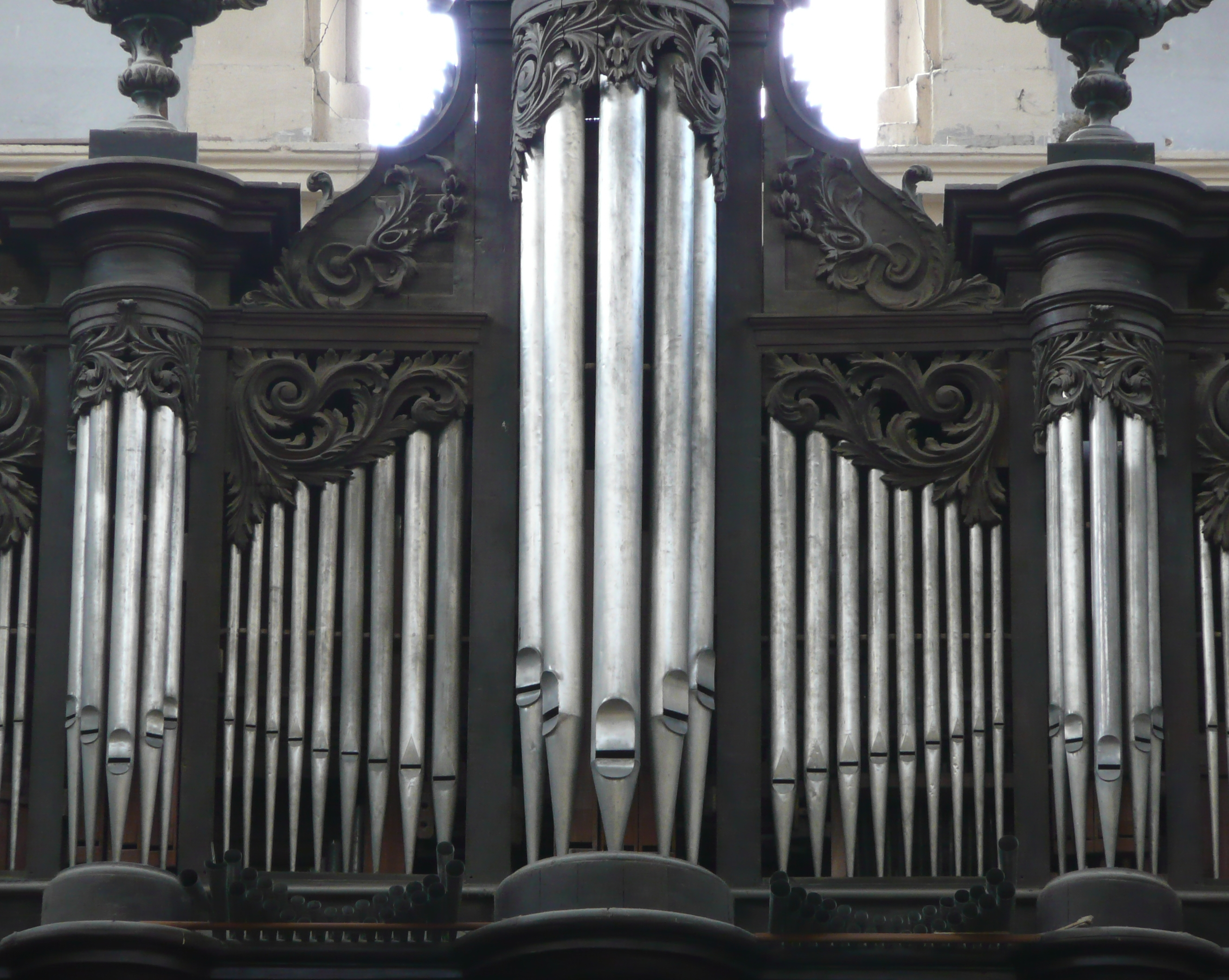
les 2 dessus de trompette du G.O. et du Positif

Pour l’instrument proprement dit, à l’exception de quelques jeux neufs de Pierre Chéron, des claviers, de certains éléments de la console, de la soufflerie et de certaines parties du mécanisme (notamment du tirage des jeux) dus à Joseph Soubeiran, l’essentiel est bien de Joseph Isnard dont c'est l'unique orgue parvenu jusqu'à nous presque tel qu'à son origine.
À l’intérieur du buffet l’agencement  spatial est limpide et témoigne du pragmatisme Isnardien hérité de Jean-Esprit. Il n’y a en fait que deux plans sonores nettement différenciés :
- Le Récit (à la fonction et composition usuelles) dont le sommier avec ses tuyaux disposés en mitre, les basses au centre, occupe, à un mètre au-dessus de l’entablement inférieur, le haut de la tourelle centrale.
- Plus bas, le plan sonore principal avec, de part et d’autre du mécanisme de traction du récit, deux sommiers alignés, quasi identiques et actionnés par un judicieux double abrégé (d’origine) avec rouleaux en fer forgé, fixé au revers du massif juste au-dessus de la tête de l’organiste.

Celui de gauche (en regardant le chœur de l’église) regroupe les registres constitutifs du Plein-jeu et du Grand-jeu, avec postage sur le côté du buffet des tuyaux en bois des bourdons. Il est commandé par le clavier dit du G.O. et présente une disposition diatonique pour les 11 premières basses et  les 28 derniers dessus, le reste en chromatique.
Celui de droite, joué par le clavier dit de positif, porte les mutations composant le Jeu de Tierce (avec absence toutefois de la Quarte de Nazard 2’), 3 jeux solistes: 2 anches et un dessus de Flûte 8’, plus une trompette coupée en basses (sur sommier) et dessus (en chamade) ce qui permet de la jouer isolément soit au pédalier en tirasse, soit adjointe au Jeu de Tierce pour composer un Grand-jeu apte à dialoguer avec celui du G.O.. On a même relevé sur ce sommier des indices de projet d’implantation d’une Bombarde 16' à partir du Fa1.
On retrouve bien là, certes en plus réduit et répondant à un autre usage, le schéma conceptuel de Saint-Maximin avec côte à côte le G.O. et le plan de Résonance, ainsi que le doublage, dans les dessus, de la trompette du G.O. par une chamade.
Les sommiers, à gravures et registres coulissants sont en noyer et possèdent  encore leur enchapage d’origine avec des clous en fer forgé.
La tuyauterie, ancienne pour environ 70 %, est en étain martelé, coupée au ton pour les jeux à bouche ouverts, à calottes soudées pour les bourdons, alors que les anches sont à noyaux ronds.
L’alimentation en air est assuré par un ventilateur électrique et un volumineux soufflet à tables parallèles et plis compensés, autrement dénommé réservoir à lanterne, dont l’installation dans le soubassement à l’arrière de la claviature a obligé Soubeiran à modifier le mécanisme de tirage de certains jeux. Il subsiste 2 pompes à pied.
La console, en fenêtre, profondément modifiée par Soubeiran, comporte 3 claviers, fournis par lui, placés un peu trop bas, comprenant 54 touches avec premier ut # muet puisque ne figurant pas sur les sommiers d’Isnard, avec naturelles blanches et feintes noires ; le clavier du Récit dont le sommier ne commence qu’au sol2, a ses touches inactives cachées par un couvercle. Les tirants de registre à section carré sont terminés par des pommettes avec pastilles en porcelaine placées par Soubeiran. Singularité rarissime, voire unique pour un orgue du XVIIIe siècle,, les tirants des jeux du récit sont disposés verticalement au-dessus de la tête de l’organiste, peut-être par Soubeiran. Si une telle disposition est fréquente dans les petits et moyens instruments néerlandais ce n’est, semble-t-il, jamais à la verticale. L’organiste dispose en outre de 4 petites pédales à cuillère pour activer : 
- l’accouplement entre G.O. et Positif, originellement probablement à tiroir
- la tirasse du G.O.
- la tirasse du Positif
- plus étonnamment le tremblant du Récit ; vraisemblablement le tremblant originel agissait sur tout l’orgue et était déclenché par un tirant.

Le pédalier d’Isnard à « la française » de 17 notes en tirasse a été remplacé par un petit pédalier à « l’Allemande » de 25 touches mais 24 notes (pas d’ut#1), toujours en tirasse, du G.O. et du Positif indépendamment.
La notice sur l’orgue affichée dans l’église mentionne une « grosse caisse » commandée par une pédale, posée par on ne sait qui, et supprimée à la dernière restauration.

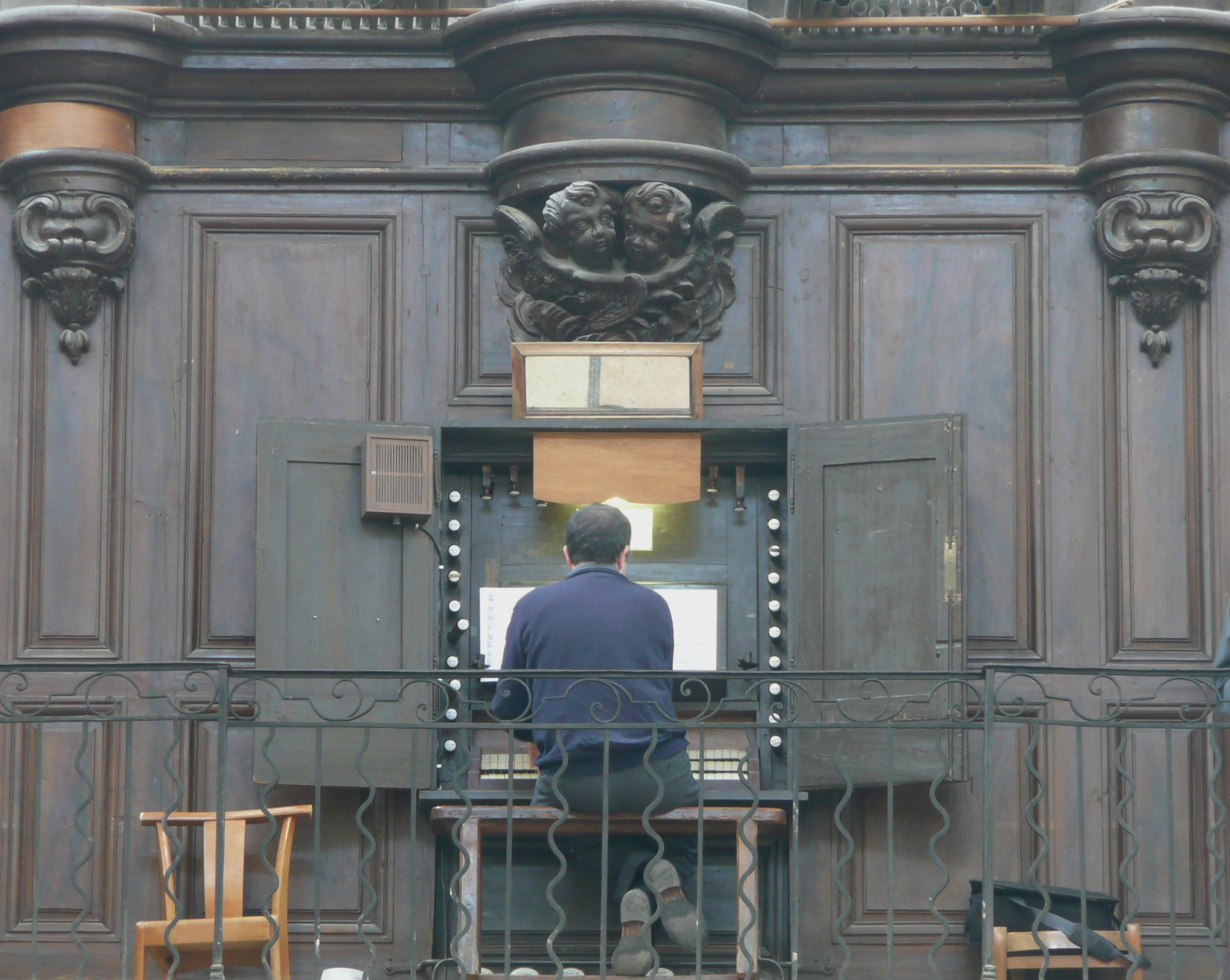
massif ou soubassement avec la console en fenêtre
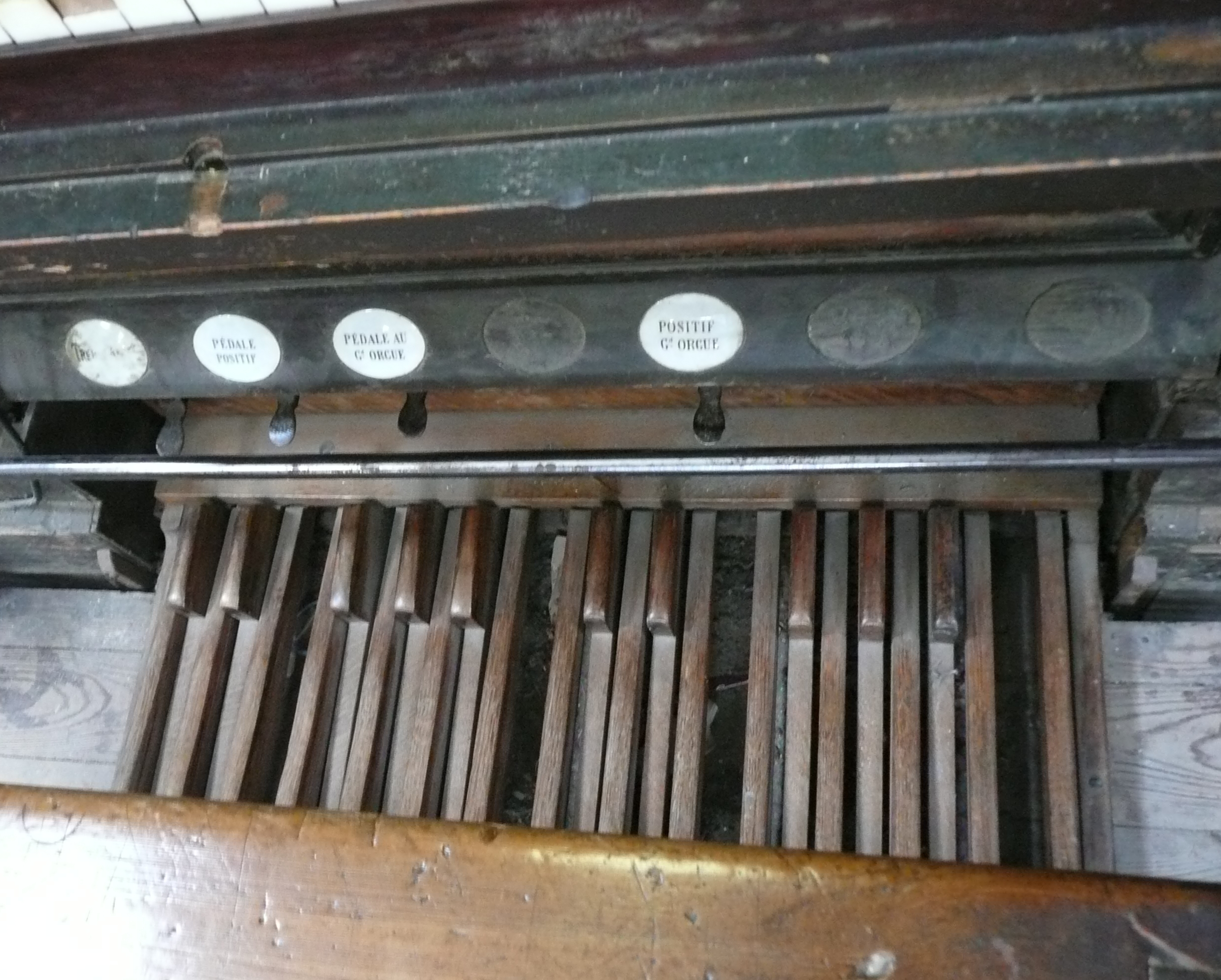
petit pédalier à l’Allemande et pédales à cuiller
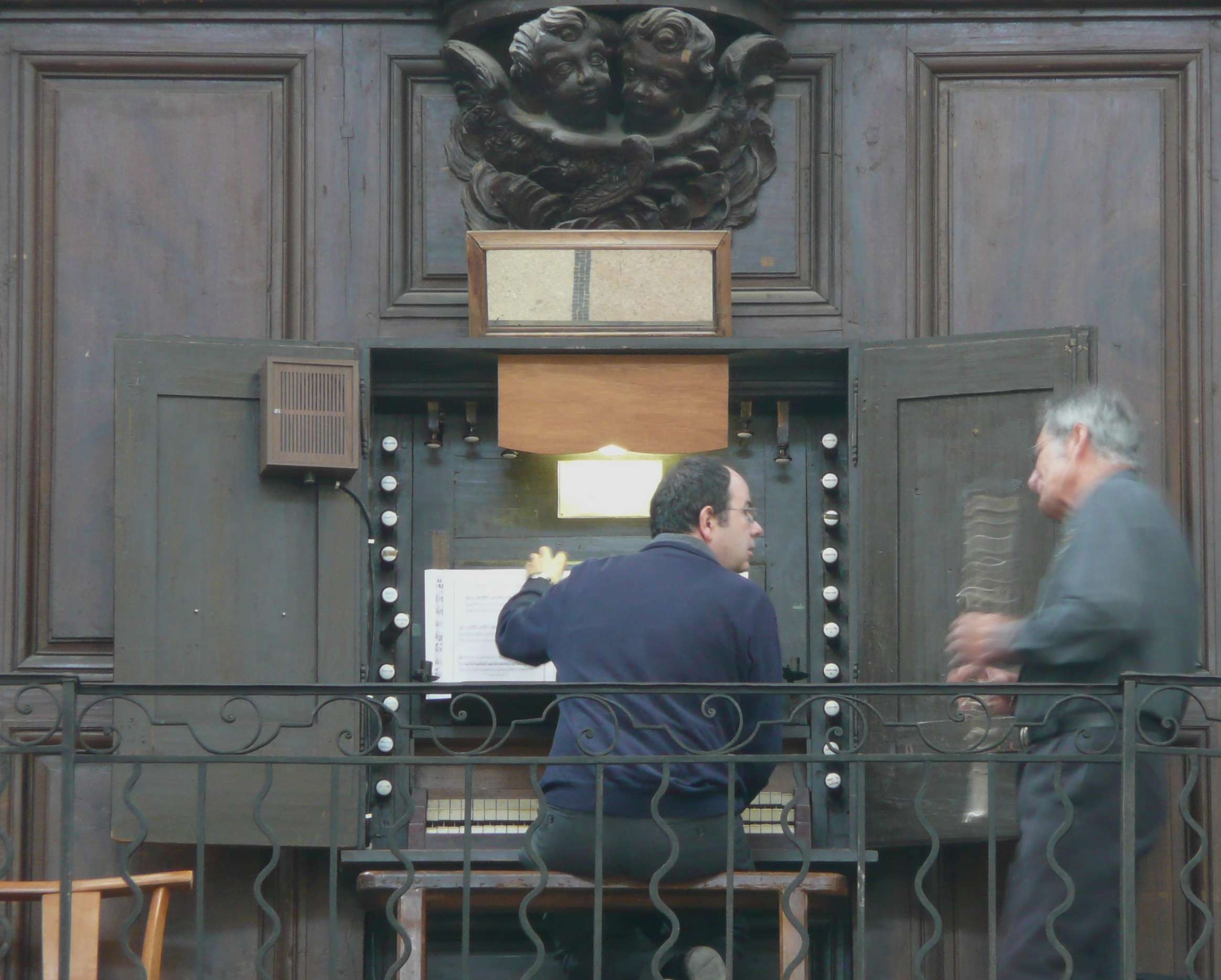
console avec les tirants verticaux des registres du récit
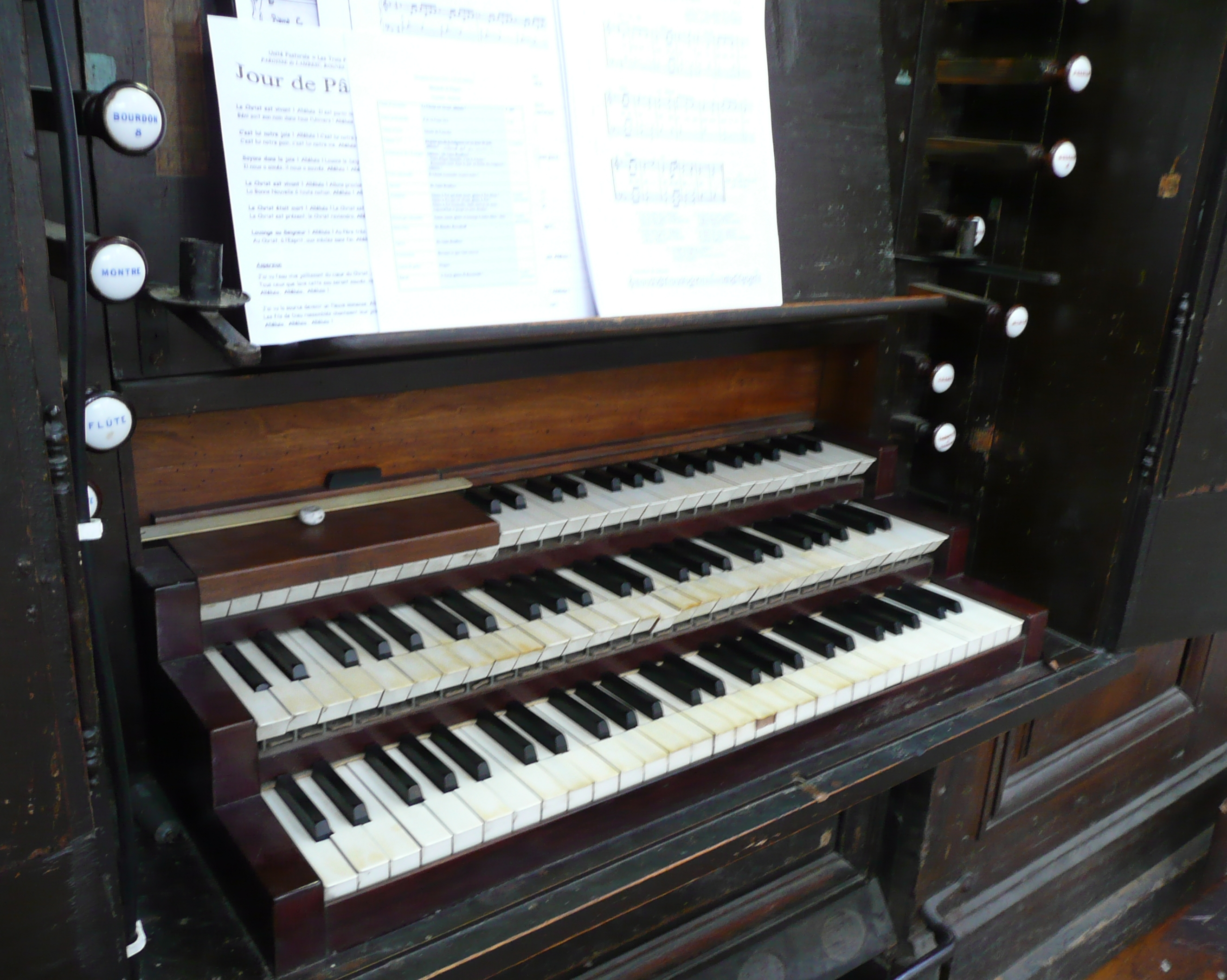
claviature de Soubeiran

## Composition
| I POSITIF INTERNE             | II GRAND-ORGUE                    | III RECIT                                    | PEDALIER    |
| ----------------------------- | --------------------------------- | -------------------------------------------- | ----------- |
| 53 notes, ut1 à fa5 sans ut#1 | 53 notes, ut1 à fa5 sans ut#1     | 35 notes, sol2 à fa5 24 notes, Ut-ré1 ) ut 3 |             |
| Bourdon 8'                    | Bourdon 16'                       | Bourdon 8’                                   | Pas de jeux |
| Dessus de Flûte 8’            | Montre 8'                         | Flûte 8’                                     |             |
| Prestant 4’                   | Bourdon 8’                        | Cornet IV rgs                                |             |
| Nazard 2'2/3                  | Prestant 4’                       | Hautbois 8’                                  |             |
| Tierce 1’3/5                  | Doublette 2’                      | Clarinette 8’                                |             |
| Trompette 8'                  | Plein-jeu VII rgs                 |                                              |             |
| Cromorne 8’                   | Cornet V rgs (ut3)                |                                              |             |
| Voix humaine 8’               | Trompette 8’                      |                                              |             |
|                               | Clairon 4’                        | Tremblant                                    |             |
|                               | Dessus de Trompette 8’ en Chamade |                                              |             |

### Sources
- Norbert Dufourcq, Le Livre de l'Orgue Français, tome III, la Facture, 2e partie, Picard   (ISBN 2-7084-0031-2)
- Orgues en P.A.C.A/, tome 1, les Bouches-du-Rhône, ARCAM chez EDISUD,  (ISBN 2-85744-255-6)
- Les Isnard, une révolution dans la facture d’orgues, CAÏN Jean-Robert, MARTIN Robert, SANCHEZ Jean-Michel, EDISUD, 1991  (ISBN 978-2-85744-337-7)
- Orgues, le chœur des Anges par Jean-Michel Sanchez (textes) et Olivier PLACET (photos), Le Bec en l’Air  (ISBN 2-916073-01-9)
- Propos du titulaire, monsieur Stéphane RIGAT, avril 2011